# Trichotolinum deserticola
Trichotolinum deserticola är en korsblommig växtart som först beskrevs av Carlos Luis Spegazzini, och fick sitt nu gällande namn av Otto Eugen Schulz. Trichotolinum deserticola ingår i släktet Trichotolinum och familjen korsblommiga växter. Inga underarter finns listade i Catalogue of Life.